# Dolnośląski Festiwal Dyni
Dolnośląski Festiwal Dyni – polski festiwal kulinarny poświęcony dyni, odbywający się we Wrocławiu od 2004. Główną areną wydarzeń jest wrocławski Ogród Botaniczny. 
Festiwal poświęcony jest zarówno samemu warzywu, jak również przetworom i daniom z dyni. Odbywają się konkursy na największą dynię lub na dynię posiadającą najbardziej niezwykły kształt, a także konkurs kulinarny na dania z dyń. Towarzyszą tym wydarzeniom konkursy i występy artystyczne.